# Boone County (Illinois)
Boone County is een county in de Amerikaanse staat Illinois.
De county heeft een landoppervlakte van 728 km² en telt 41.786 inwoners (volkstelling 2000). De hoofdplaats is Belvidere.

## Foto's

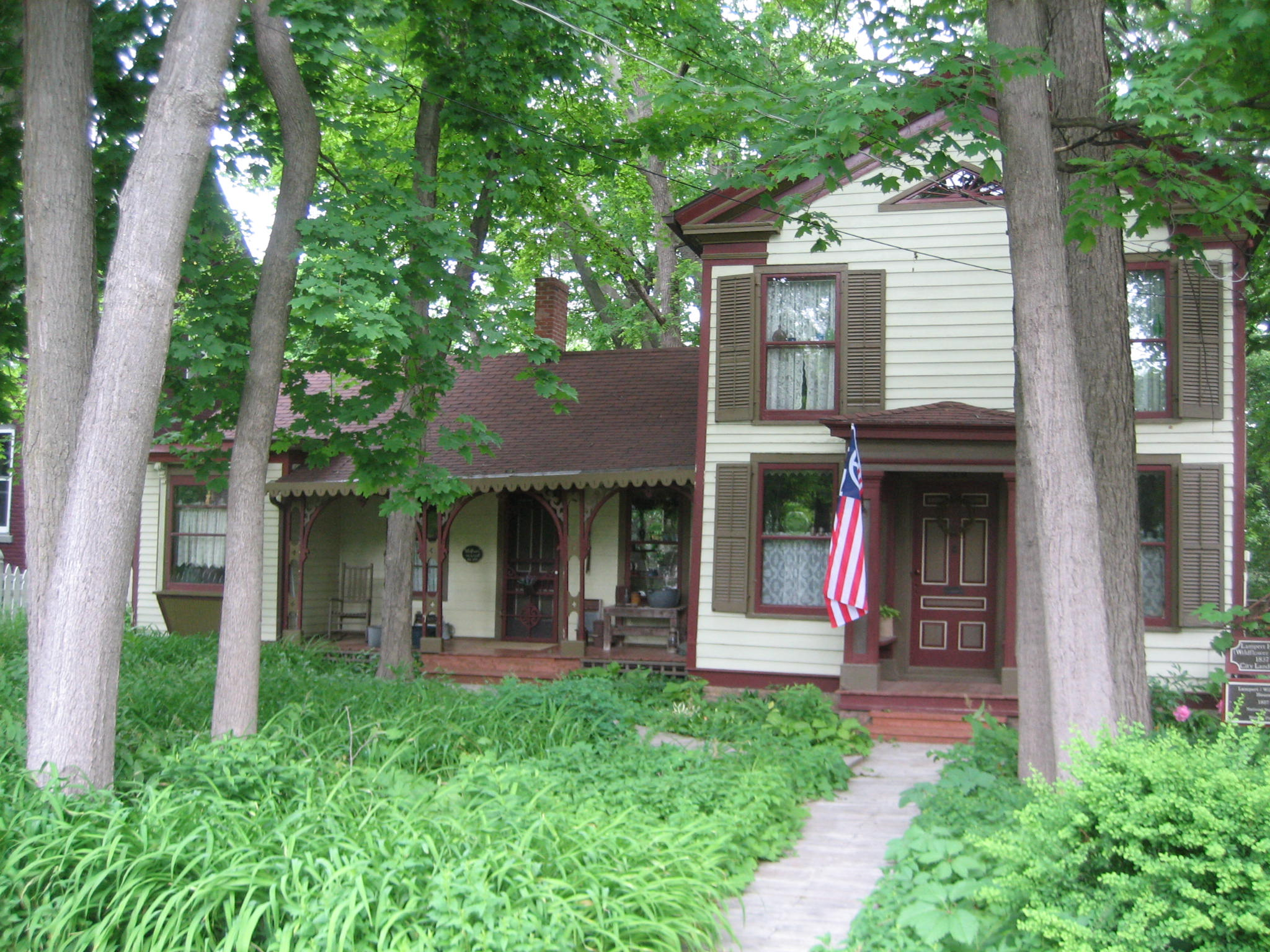
Wildflower House